# Казачье (Иркутская область)
Каза́чье — село в Боханском районе Иркутской области России. Административный центр муниципального образования «Казачье». 

## География
Село находится на правом берегу реки Ангара, у впадения в неё реки Шелот, на расстоянии 37 км к северо-западу от посёлка Бохан, административного центра района.

## Население
| 2002 | 2010  | 2011  | 2012  |
| ---- | ----- | ----- | ----- |
| 1179 | ↘1122 | ↗1123 | ↗1125 |

### Половой состав
По данным Всероссийской переписи, в 2010 году в селе проживали 1122 человека (521 мужчина и 601 женщина).

## Улицы
| - ул. Ангарская, - пер. Ангарский, - ул. Больничная, - ул. Евсеевская, | - ул. Мира, - ул. Лесная, - ул. Молодёжная, - ул. Набережная, | - ул. Пионерская, - ул. Хиньская, - ул. Школьная, - ул. Энергетиков. |